# コンスタンティン・カヴァルノス
コンスタンティン・カヴァルノス（英語: Constantine Cavarnos、1918年 ボストン - 2011年 アリゾナ）は、著作家、哲学者、ビザンティン研究家、正教会の思想家であり修道士。

## 略歴
1918年、ボストンで生まれる。
1948年にハーバード大学の博士課程を卒業し哲学博士号を取得。タフツ大学、ノース・カロライナ大学、ホイートン大学などで哲学の教鞭をとり、1956年にはマサチューセッツ州ベルモントにビザンティン・現代ギリシア研究所を設立し、その所長となった。1978年には、マサチューセッツ州にあるヘレニック大学で、哲学とビザンティン美術の教授となった。また正教会の神学校でも講義を行った。イコンの研究をはじめとして、正教会の紹介者の一人として活躍した。多くの著作を遺し、その内容は哲学、神学、歴史など多岐に亘る。
視力を失ってから修道請願をして修道士となり、フローレンス (アリゾナ州)（Florence, Arizona）にある聖アントニイ修道院に入った。2011年3月3日に同修道院にて永眠。

## 日本語訳された著書
C.（コンスタンティン） カヴァルノス (著)、高橋保行 (訳) 『正教のイコン』教文館 1999年 ISBN 9784764263543